# Marcello Spada
Marcello Spada, all'anagrafe Marcello Spada Loreti Abruzzesi (Roma, 16 gennaio 1905 – Roma, 18 novembre 1995), è stato un attore italiano.

## Biografia
Entra casualmente nel mondo del cinema sul finire degli anni venti quando, giocando come terzino nella Pro Roma, è compagno di squadra di Mario Zama, che poi sarà direttore della MGM Italia, attraverso il quale conosce Corrado D'Errico. Ne segue un incontro con Camerini, che, al momento di partire con la troupe per la Libia ove girerà Kif Tebbi, ancora non ha trovato un interprete per il personaggio di Ismail, un giovane libico che opera a favore del suo Paese, seppur in collaborazione con il governo coloniale italiano. L'incontro, avvenuto quasi casualmente in un caffè romano, porta Spada in Africa, esperienza di cui terrà un diario.
Questa prima prova gli regala l'apprezzamento della critica che lo definisce «un artista di primissimo ruolo per la finezza seria e signorile della sua arte, l'eleganza della persona e la prestanza fisica di cui è dotato». A ciò fa seguito un'immediata notorietà che porta l'altro regista italiano più importante - assieme a Camerini - dell'epoca, Alessandro Blasetti, a chiamarlo per una parte da protagonista in Sole, film comunemente considerato come una tappa importante della cinematografia italiana negli anni di transizione tra il muto ed il sonoro, definito una affermazione dei giovani, andato quasi completamente perduto. 

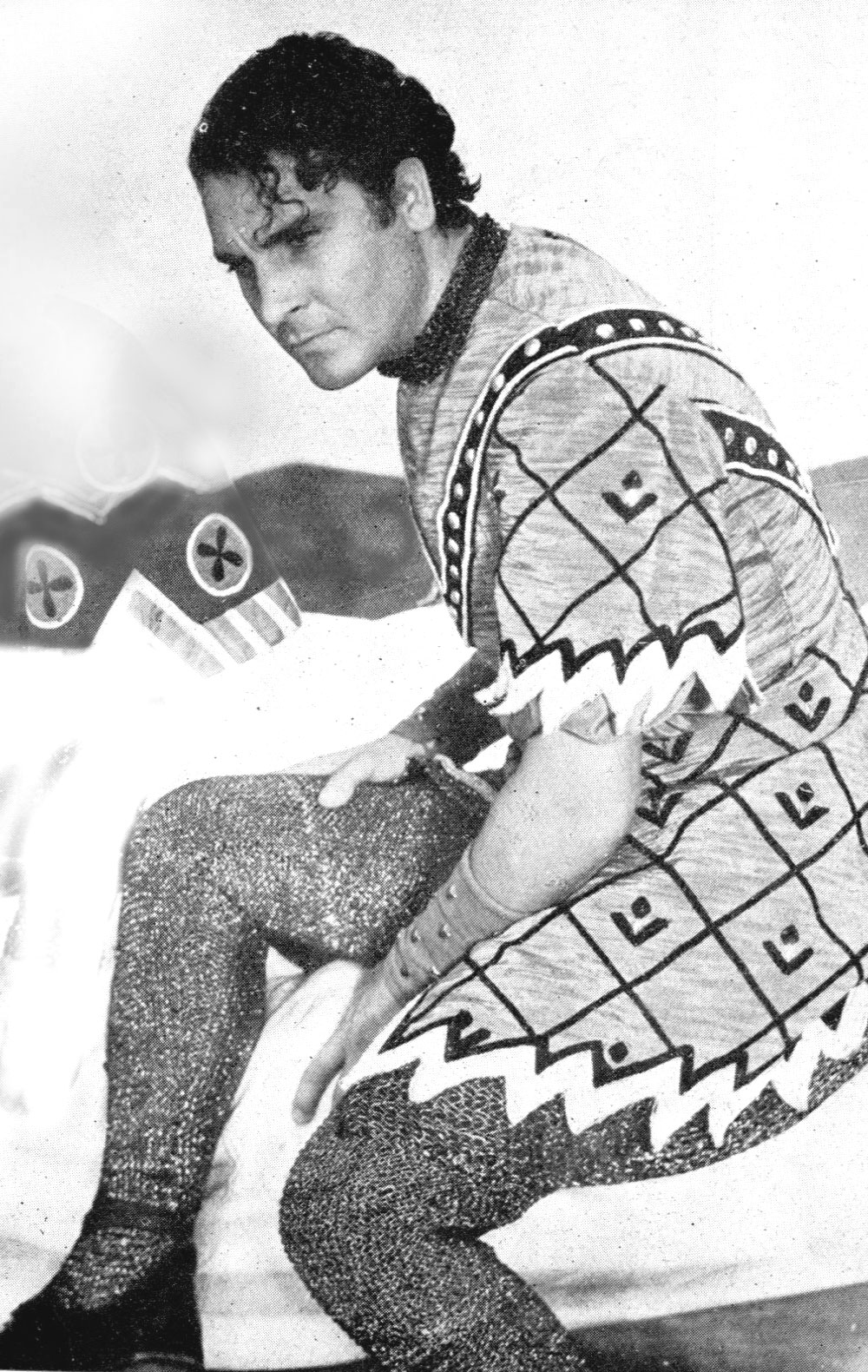
Spada interpreta Bertoldo, Bertoldino e Cacasenno, diretto nel 1936 da Giorgio Simonelli

Dato il successo, è in predicato per essere il protagonista de La canzone dell'amore, primo film sonoro prodotto in Italia, ma gli verrà preferito Elio Steiner, che, secondo Spada, godeva dei necessari appoggi politici. Prende parte al cortometraggio sonoro Ninna nanna per dodici mamme realizzato nel 1930 da Mario Almirante
Nel 1931 si trasferisce in Francia, a Joinville, dove la Paramount ha organizzato un suo centro europeo di produzione nel quale realizzare pellicole in diverse versioni linguistiche. Spada partecipa all'edizione italiana, diretta dal regista italo - irlandese Frank Salvatori, de La vacanza del diavolo. Tornato in Italia è, nonostante la giovane età, ormai un veterano del set e per questo assume un ruolo non solo di protagonista, ma anche di consigliere tecnico verso i molti esordienti di Treno popolare, prima volta sul set per il regista Raffaello Matarazzo, per il compositore Nino Rota e per la protagonista femminile, la bolognese Lina Gennari.
Nuova parentesi estera nel 1935: partecipa in Germania a La rencontre, pellicola iniziata da Max Ophüls e poi da Max Reinhardt, che non terminerà il film perché costretto ad emigrare in quanto di origine ebraica. Al suo rientro in Italia è nel cast della Danza delle lancette, film in cui egli ritrova i temi sportivi della sua gioventù, ma che sarà afflitto da pesanti problemi finanziari, e della prima edizione cinematografica della farsa Bertoldo, Bertoldino e Cacasenno, resa problematica dalla sostituzione, a lavorazione già iniziata, del regista.
Nel 1937 partecipa al "kolossal" di propaganda Scipione l'Africano in un ruolo che poi sarà notevolmente tagliato in sede di montaggio. È il suo ultimo film. Dopo circa dieci anni di successo cinematografico, con una decina di titoli al suo attivo di cui diversi da protagonista, l'improvvisa morte del padre ed un richiamo alle armi, interrompono per sempre la sua carriera artistica, L'inizio della guerra lo coglie ancora in servizio presso la Difesa costiera di Napoli. Dopo il 1945, Spada decide di seguire le orme paterne, laureandosi in Medicina ed intraprendendo l'attività di medico. Non rientrerà più nel mondo del cinema.

## Filmografia
- Kif Tebbi, regia di Mario Camerini (1928)
- Il richiamo, regia di Andrea Uccellini (1928)
- Sole, regia di Alessandro Blasetti (1929)
- Ninna nanna per dodici mamme, regia di Mario Almirante (1930) - cortometraggio
- La vacanza del diavolo, regia di Jack Salvatori (1931) - vers. italiana
- La tavola dei poveri, regia di Alessandro Blasetti (1932)
- Treno popolare, regia di Raffaello Matarazzo (1933)
- La danza delle lancette. regia di Mario Baffico (1936)
- Bertoldo, Bertoldino e Cacasenno, regia di Giorgio Simonelli (1936)
- Scipione l'Africano, regia di Carmine Gallone (1937)